# シェブルル
シェブルル（英語: Sheburur）は、エリトリア・デブバウィ・ケイバハリ地方中部の村で、中部デンカリア地区に属し、海岸線を持つ。国道P-6号線沿いのティヨ-イディ間にあり、ここから南のアバチェリに向けて分岐する道路がある。北緯14度15分45秒、東経41度28分01秒。標高14m。